# Phil Bennett
(Phil Bennett, prima di un Galles-Inghilterra al Cinque Nazioni 1977)
Phil Bennett (Llanelli, 24 ottobre 1948 – 12 giugno 2022) è stato un rugbista a 15 britannico, tra i più famosi e acclamati giocatori del Regno Unito; fu 29 volte internazionale per il Galles e rappresentò i British Lions in due tour, nel 1974 e nel 1977.

## Biografia
Gallese di Llanelli, spese l'intera carriera rugbystica nel club della sua città, il Llanelli RFC come mediano d'apertura: il suo stile di gioco, fatto di corsa, cambi di passo, finte e controfinte, gli procurò un'immediata popolarità tra il pubblico.
Esordì in Nazionale nel 1969 a Parigi, contro la Francia: a tal proposito, vanta il singolare primato di essere il primo giocatore subentrato in un match internazionale (precedentemente non erano previste sostituzioni). Inizialmente schierato come terza linea, evolse rapidamente verso il ruolo di mediano d'apertura.